# Karin Smirnoff
Karin Smirnoff (ur. 26 lutego 1880 w Sztokholmie, zm. 10 maja 1973 tamże) – szwedzkojęzyczna pisarka fińska, dramaturg, najstarsza córka Augusta Strindberga.
W odpowiedzi na książkę swojego ojca Spowiedź szaleńca, napisała w obronie matki (Siri von Essen) dwie książki: Strindbergs fōrsta hustru (Pierwsza żona Strindberga, 1925) oraz Så var det i verkligheten (Tak było w rzeczywistości, 1956). Napisała również trzecią książkę Strindbergs finska familj (Rodzina Strindberga w Finlandii), ale nie zdążyła jej wydać.